# Георг Вилхелм (Бранденбург-Байройт)
Георг Вилхелм фон Бранденбург-Байройт (на немски: Georg Wilhelm von Brandenburg-Bayreuth; * 16 ноември 1678, Байройт; † 18 декември 1726, Байройт) от фамилията Хоенцолерн, е от 1712 до 1726 г. маркграф на Бранденбург-Байройт.

## Живот
Той е единственият син на маркграф Кристиан Ернст фон Бранденбург-Байройт (1644 – 1712) и втората му съпруга му София Луиза фон Вюртемберг (1642 – 1702), дъщеря на херцог Еберхард III фон Вюртемберг.
Той започва военна кариера. Георг Вилхелм умира на 18 декември 1726 г. на 48 години. Наследен е от братовчед му Георг Фридрих Карл.

## Фамилия
Георг Вилхелм се жени през ноември 1699 г. за 15-годишната принцеса София фон Саксония-Вайсенфелс (* 2 август 1684, † 6 май 1752), дъщеря на херцог Йохан Адолф фон Саксония-Вайсенфелс и принцеса Йохана Магдалена фон Саксония-Алтенбург. Тя е считана за една от първите красавици сред принцесите на Германия.  Те имат децата:
- Християна София Вилхелмина (1701 – 1749), ражда незаконни близнаци, които умират малко след раждането, и е изгонена в Кулмбах
- Еберхардина Елизабет (1706 – 1709)
- Християн (1706 – 1706).
- Християн Фридрих Вилхелм (1709 – 1709).
- Франц Адолф Вилхелм (1709), близнак на Християн

С метресата си Християна Емилия фон Глайхен той има един незаконен син:
- Георг Вилхелм фон Бласенберг

Вдовицата му София се омъжва втори път на 14 юли 1734 г. за имперски граф Алберт Йозеф фон Ходиц (1706 – 1778).